# Tradicijska okućnica u Prečecu
Tradicijska okućnica u mjestu Prečec, općina Brckovljani, formirana je kućom, stajom i bunarom. Kuća je izdužena drvena katnica, djelomično podrumljena, natkrivena dvostrešnim krovištem. Pristup podrumu ostvaren je drvenim stubama koje vode iz prizemlja. Stijene su izvedene piljenim planjkama koje su na uglovima povezane tzv. njemačkim vezom. Ulaz u kuću postavljen je na dužem dvorišnom pročelju. Unutrašnjost prizemlja podijeljena je na tri prostorije, a unutrašnjost kata na ganjak i četiri prostorije. Prizemlje i kat povezani su unutrašnjim drvenim stubištem.

## Zaštita
Pod oznakom Z-6217 zaveden je kao nepokretno kulturno dobro - pojedinačno, pravna statusa zaštićena kulturnog dobra.